# 新加坡地鐵
新加坡地铁（英語：Mass Rapid Transit），又名大众快速交通/大众捷运系统，是新加坡的城市轨道交通系统，由新加坡地铁公司及新捷运营运。
新加坡地铁是继马尼拉轻轨之后，东南亚地区第二个兴建的地铁系统。自1987年开通以来，新加坡地铁已经发展成有7条路线（包括机场地铁支线）的地铁系统。地铁最早的线路于1987年通车，位于杨厝港和大巴窑之间。新加坡地铁系统穿行整个新加坡，每天平均搭乘人数为340万。
截至2022年11月，新加坡地铁有134个车站（地铁转换站不重复计算），203.8公里的标准轨距线路。全自动的东北线，环线，滨海市区线和汤申－东海岸线，总体成为世界最长的全自动地铁路线系统。地铁由陆路交通管理局负责建造，并为盈利公司SMRT和新捷運（SBS Transit）提供特许经营权。这两家公司同时也经营巴士和德士业务，以保证各种公共交通服务的有效结合。新加坡地铁也与政府组屋区里的轻轨系统相连接。新加坡地铁的服务从早上5点30分起到晚上11点多结束。地铁服务班次非高峰时段约5分钟一次，高峰时段约2－3分钟。节假日服务时间通常会延长。
新加坡地铁曾是轨道运输标竿联盟（NOVA）的成员之一，目前是国际地铁联盟（CoMET）成员。

## 历史

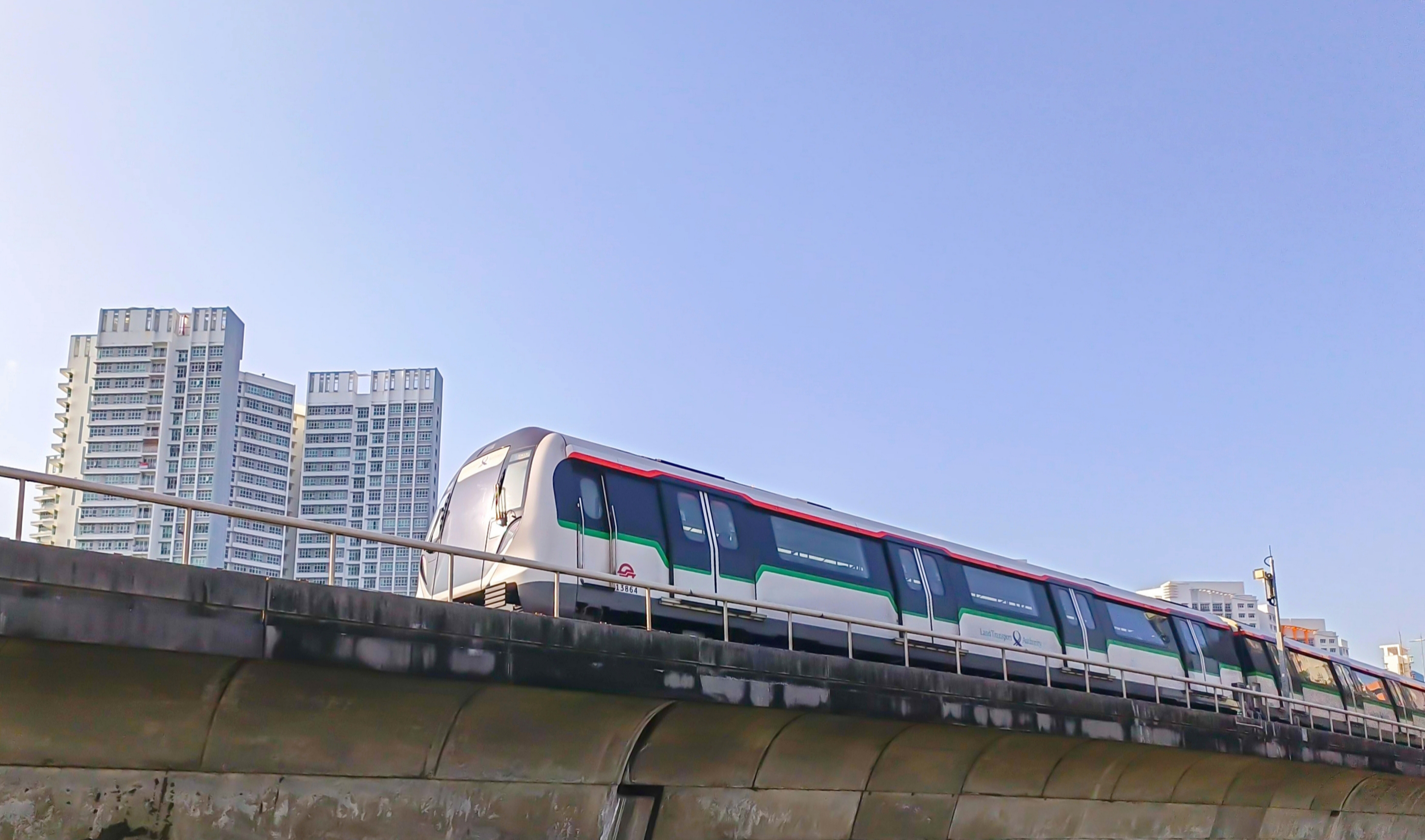
一列 阿爾斯通Movia CR151型電力動車組 列车

1967年，城市规划人员预计在1992年新加坡就必须建立地铁系统以满足公共交通的需求。新加坡国会在辩论发展单一的公共巴士系统是否更加节省资金成本后，意识到只有巴士系统是无法满足公共交通需求的。因为在土地有限的城市国家新加坡，建立和扩充巴士系统必定会与其他方面争夺土地资源。1983年10月22日，初始投资为50亿元新幣的新加坡地铁在SHAN ROAD正式开始施工，这是当时新加坡最大的公共工程项目。新加坡地铁网络分阶段修建。最早修建的是南北线，因为南北线穿越的中部地区对公共交通的需求极大。1983年10月14日新加坡地铁公司（MRTC）成立，后更名为SMRT。新加坡地铁公司也接管了原新加坡地铁管理局的职责。1987年11月7日，南北线的第一段开始营业，共有5个车站和6公里线路。15个车站之后也加入营运。1988年3月12日在当时的总理李光耀主持下，新加坡地铁正式投入运行。另外21个车站相继投入营运。1990年7月6日东西线的文礼地铁站投入营业，标志着地铁系统提前2年建成。
新加坡地铁随后不断扩建。其中包括耗资12亿新元的南北线兀兰延线扩建工程，使南北线和东西线形成环状。
利用轨道路线将人们直接送到家门的想法是引进与地铁相连的轻轨路线（LRT）的原因。1999年11月6日，武吉班让轻轨正式运行。为了促进旅游业，樟宜机场站和博览站也加入地铁网络。2003年6月20日，由SBS Transit经营的东北地铁线（NEL）开始运行。这是世界上第一条全自动的重型地铁线路。2006年1月15日，在公众的强烈要求下，东北地铁线的万国站也正式投入使用。全长3.81公里的文礼延长线已于2009年2月28日正式启用。
2009年5月28日与2012年1月14日期间，环线的四个阶段开始运行。2013年12月22日，滨海市区线的第一阶段开始运营，第二阶段在2015年12月27日开始运行。2017年6月18日，东西线的大士延长线通车。滨海市区线第三阶段则在2017年10月21日被启用。
轶事：MRT初期并不叫新加坡地铁，而是「新加坡快铁干线」。至1987年开通时，已更为现名。

### 路线通车时间表
| 年份   | 日期     | 路线                   | 区间               | 备注                                                                       |
| ------ | -------- | ---------------------- | ------------------ | -------------------------------------------------------------------------- |
| 1987年 | 11月7日  | 南北线                 | 杨厝港－大巴窑     |                                                                            |
| 1987年 | 12月12日 | 南北线                 | 大巴窑－萊佛士坊   |                                                                            |
| 1987年 | 12月12日 | 东西线                 | 政府大廈－欧南园   |                                                                            |
| 1988年 | 3月12日  | 东西线                 | 欧南园－金文泰     | 第一期完成 杜佛站未兴建                                                    |
| 1988年 | 11月5日  | 东西线                 | 金文泰－湖畔       |                                                                            |
| 1988年 | 12月20日 | 南北线                 | 杨厝港－义顺       |                                                                            |
| 1989年 | 11月4日  | 南北线                 | 莱佛士坊－滨海湾   | 路线分为东西线和南北线                                                     |
| 1989年 | 11月4日  | 东西线                 | 政府大廈－丹那美拉 | 路线分为东西线和南北线                                                     |
| 1989年 | 12月16日 | 东西线                 | 丹那美拉－巴西立   |                                                                            |
| 1990年 | 3月10日  | 南北线                 | 裕廊东－蔡厝港     | 初期属东西线分支                                                           |
| 1990年 | 7月6日   | 东西线                 | 湖畔－文礼         | 地铁系统正式完成                                                           |
| 1996年 | 2月10日  | 南北线                 | 蔡厝港－义顺       | 兀兰延长线 坎贝拉站、双溪加株站未兴建                                      |
| 1999年 | 11月6日  | 武吉班让轻轨           | 蔡厝港－十里广场   | 十里广场站目前已關閉                                                       |
| 2001年 | 1月10日  | 东西线                 | 丹那美拉－博览     |                                                                            |
| 2001年 | 10月23日 | 东西线                 | 杜佛               |                                                                            |
| 2002年 | 2月8日   | 东西线                 | 博览－樟宜机场     |                                                                            |
| 2003年 | 1月18日  | 盛港轻轨（东段）       | 康埔桦－兰岗       |                                                                            |
| 2003年 | 6月20日  | 东北线                 | 港湾－榜鹅         | 兀里站及万国站未开放                                                       |
| 2005年 | 1月29日  | 盛港轻轨（西段）       | 丹甘－仁宗         | 15:00前顺时针方向循环行走 15:00後逆时针方向循环行走 工作日繁忙时间双向行走 |
| 2005年 | 1月29日  | 榜鹅轻轨（东段）       | 海湾－卡达鲁       | 15:00前顺时针方向循环行走 15:00後逆时针方向循环行走 工作日繁忙时间双向行走 |
| 2006年 | 1月15日  | 东北线                 | 万国               |                                                                            |
| 2007年 | 6月15日  | 榜鹅轻轨（东段）       | 绿洲轻轨站         |                                                                            |
| 2007年 | 11月15日 | 盛港轻轨（西段）       | 农道轻轨站         |                                                                            |
| 2009年 | 2月28日  | 东西线                 | 文礼－裕群         | 文礼延长线                                                                 |
| 2009年 | 5月28日  | 环线第三期             | 巴特礼－玛丽蒙     |                                                                            |
| 2010年 | 4月17日  | 环线第一及二期         | 多美歌－巴特礼     |                                                                            |
| 2011年 | 6月20日  | 东北线                 | 兀里站             |                                                                            |
| 2011年 | 6月20日  | 榜鹅轻轨（东段）       | 达迈轻轨站         | 开始全日双向循环行走                                                       |
| 2011年 | 10月8日  | 环线第四及五期         | 玛丽蒙－港湾       | 武吉布朗站未开放                                                           |
| 2012年 | 1月14日  | 环线滨海湾支线         | 宝门廊－滨海湾     |                                                                            |
| 2013年 | 1月1日   | 盛港轻轨（西段）       | 振林轻轨站         | 开始全日双向循环行走                                                       |
| 2013年 | 12月22日 | 滨海市区线第一阶段     | 牛车水－武吉士     |                                                                            |
| 2014年 | 6月29日  | 榜鹅轻轨（西段）       | 尼蒙－树德         |                                                                            |
| 2014年 | 11月23日 | 南北线                 | 滨海湾－滨海南码头 |                                                                            |
| 2015年 | 6月27日  | 盛港轻轨（西段）       | 古邦轻轨站         | 盛港轻轨全线启用                                                           |
| 2015年 | 12月27日 | 滨海市区线第二阶段     | 武吉士－武吉班让   | 谦道站未开放                                                               |
| 2016年 | 2月29日  | 榜鹅轻轨（西段）       | 三记轻轨站         |                                                                            |
| 2016年 | 12月29日 | 榜鹅轻轨（西段）       | 榜鹅坊轻轨站       |                                                                            |
| 2017年 | 3月31日  | 榜鹅轻轨（西段）       | 山姆轻轨站         |                                                                            |
| 2017年 | 6月18日  | 东西线                 | 裕群－大士连路     | 大士延长线                                                                 |
| 2017年 | 10月21日 | 滨海市区线第三阶段     | 牛车水－博览       |                                                                            |
| 2019年 | 1月13日  | 武吉班让轻轨           | 十里广场           | 车站永久关闭                                                               |
| 2019年 | 11月2日  | 南北线                 | 坎贝拉             |                                                                            |
| 2020年 | 1月31日  | 汤申－东海岸线第一阶段 | 兀兰北－兀兰南     |                                                                            |
| 2021年 | 8月28日  | 汤申－东海岸线第二阶段 | 兀兰南－加利谷     |                                                                            |
| 2022年 | 11月13日 | 汤申－东海岸线第三阶段 | 加利谷－滨海湾花园 | 快乐山站及滨海南站未开放                                                   |
| 2024年 | 6月23日  | 汤申－东海岸线第四阶段 | 滨海湾花园－碧湾   | 建国先贤纪念园站未开放                                                     |
| 2024年 | 8月15日  | 榜鹅轻轨（西段）       | 德利轻轨站         | 榜鹅轻轨全线启用                                                           |
| 2024年 | 12月10日 | 东北线                 | 榜鹅－榜鹅海岸     |                                                                            |
| 2025年 | 2月28日  | 滨海市区线             | 谦道               |                                                                            |

## 车厂
SMRT地铁公司有5个车厂。碧山车厂是南北线列车的中央维修车厂，而大士车厂是东西线列车的中央维修车厂。樟宜和乌鲁班丹车厂负责检查和夜间存放车辆，位于巴耶利峇路上段，建于地下的金泉车厂是地铁环线列车的维修与中央指挥中心，整个车厂可停放77列车（3节车厢）。金泉车厂曾经也是滨海市区线（Downtown Line）列车的维修和中央指挥中心，但大多数的工作在2015年被搬到新开的卡利巴株（Gali Batu）地铁车厂，剩余的工作在2017年被搬到大成设备大楼（Tai Seng Facility Building）。巴耶利峇站环线月台，宏茂桥站，裕廊东站和丹那美拉站都修建了一条位于中间的轨道，以便不需要的列车能返回车厂。裕廊东站和丹那美拉站目前分别当作南北线和樟宜机场段的终点站，而宏茂桥站也用作南北线特別班次终点站。 盛港车厂用于存放东北线，盛港轻轨，榜鹅轻轨的车辆。在结构上，这是其上方可供工业发展使用的第一个车厂，从而减少浪费土地资源。

## 地铁路线
| 路线名称和颜色               | 营运日期                     | 下次扩建                     | 终点站                                                     | 车站数 | 里程（公里） | 车厂                                    | 营运单位           |  |
| ---------------------------- | ---------------------------- | ---------------------------- | ---------------------------------------------------------- | ------ | ------------ | --------------------------------------- | ------------------ |  |
| 南北线                       | 1987年11月7日                | 2030年代                     | 裕廊东 滨海南码头                                          | 27     | 45           | 碧山车厂 乌鲁班丹车厂 樟宜车厂 大士车厂 | SMRT新加坡地铁公司 |  |
| 东西线                       | 1987年12月12日               | 不適用                       | 巴西立 樟宜机场 大士连路                                   | 35     | 57.2         | 碧山车厂 乌鲁班丹车厂 樟宜车厂 大士车厂 | SMRT新加坡地铁公司 |  |
| 环线                         | 2009年5月28日                | 2026年                       | 多美歌 港湾 滨海湾（从2026年延长线开始港湾不再成为终点站） | 30     | 35.5         | 金泉车厂                                | SMRT新加坡地铁公司 |  |
| 汤申－东海岸线               | 2020年1月31日                | 2026年                       | 兀兰北 碧湾                                                | 27     | 40.6         | 萬禮車廠                                | SMRT新加坡地铁公司 |  |
| 小计（SMRT地铁运营的路线）： | 小计（SMRT地铁运营的路线）： | 小计（SMRT地铁运营的路线）： | 小计（SMRT地铁运营的路线）：                               | 99     | 168.7        |                                         |                    |  |
| 东北线                       | 2003年6月20日                | 不適用                       | 港湾 榜鹅海岸                                              | 17     | 21.6         | 盛港车厂                                | 新捷运             |  |
| 滨海市区线                   | 2013年12月22日               | 2025年                       | 武吉班让 博览                                              | 34     | 41.9         | 大成设备大楼 卡利巴株车厂               | 新捷运             |  |
| 小计（新捷运运营的路线）：   | 小计（新捷运运营的路线）：   | 小计（新捷运运营的路线）：   | 小计（新捷运运营的路线）：                                 | 48     | 61.9         |                                         |                    |  |
| 总计：                       | 总计：                       | 总计：                       | 总计：                                                     | 134    | 230.6        |                                         |                    |  |

### 东西线
东西线是由SMRT地铁有限公司营运的路线，由巴西立至大士连路，并于丹那美拉设机场铁路支线，经过博览站往来于樟宜机场站。

### 南北线
南北线是由SMRT地铁有限公司营运的路线，由滨海湾码头至裕廊东，途经乌节路、宏茂桥及兀兰。

### 东北线
东北线为新捷运营运的路线，由港湾至榜鹅海岸，途经牛车水、小印度民族区，为新加坡地铁和全世界地铁路线中第一条无人驾驶的重型地铁路线，亦是新加坡地铁第一条全线均于地底行驶，没有任何路段建于桥面上的路线。

### 环线
环线是由SMRT地铁有限公司营运的路线，共28个车站，已于2011年10月8日全线通车启用；濱海灣支線于2012年1月14日启用。

### 滨海市区线
滨海市区线共33个车站，其中11个转线站，全长40公里。工程将会分三个阶段兴建，第一期工程已于2013年年底投入运营，第二、三期分别于2015年及2017年落成通车。
滨海市区线是新加坡的第5条地铁路线。目前首三段已通车，第三段延长线并定于2024年通车。滨海市区线全长约40公里，有33个车站。跟东北线和环线一样，滨海市区线亦是全线无人驾驶的地铁路线。同时也是一条全线均建于地底的地铁路线。滨海市区线将为武吉知马地区和东部地区的乘客服务，使乘客可以迅速前往新市区。在地铁路线图上以藍色标示。2007年4月27日陆交局宣布了转换站的名单。包括武吉班让，植物园，纽顿，小印度，武吉士，麦波申，澹滨尼和博览。与地铁环线类似，滨海市区线将采用3节车厢的列车。每天乘客人数估计约50万人次。
滨海市区线第一阶段的车站位置已经宣布。包括武吉士、宝门廊，海湾舫，市中心、直落亞逸和牛车水。滨海市区线第一阶段已于2013年完工并投入试运行。第二阶段在2015年完工，第三阶段则在2017年建成。
需要指出的是，市区线第一阶段过去曾一度被称为地铁环线的“市区延长线”。
市区线的建造计划重组了原定的几条通往滨海湾的地铁路线，同时为目前与东西线相平行而又无法使用东西线的走廊地区提供地铁服务。2005年7月14日，当局宣布了环线的“市区延长线”计划，市区延长线长3.4公里，5个车站。并计划2007年开始修建。在随后的报道和“新加坡蓝图2001”中，当局暗示会修建沿武吉知马走廊直到武吉班让的地铁线，以及修建在一条东海岸地区的环线。陆交局之后将这两条地铁线称为武吉知马线和东区线。并计划定于在10到15年内完工。
2007年2月15日，财政部第二部长尚达曼宣布当地铁环线在2010年建成后，就将立刻开始修建120亿元通往武吉班让的市区线部分。2007年4月27日，市区延长线，武吉知马线和东区线的北半部被结合在一起成为一条40公里长的单一地铁线，即市区线。市区延长线，武吉知马线和原东区线北半部被改称为市区线的第1，2，和3阶段。第一阶段的工程也包括修建从宝门廊到武吉士的新段落。并在武吉士站与第2阶段的地铁相连接。而第3阶段的线路将以博览站为终點。原东区线的南半部已化为汤申－东海岸线的一部分。
2019年3月7日，交通部高级政务部长普杰立医生（Janil Puthucheary）在国会宣布，滨海市区线唯一未开的谦道站在2025年2月28日启用。

### 汤申－东海岸线
2008年1月25日，交通部长林双吉宣布将修建汤申线（Thomson Line）。汤申线在目前的南北线的西边，与目前的南北线大致平行，站名和车站位置尚未宣布。汤申线从兀兰起，途经哥本峇鲁、新民、汤申和金声区、中央商业区，终點为滨海湾。部长也宣布将修建东区线（Eastern Region Line）。东区线的北半部分线路已成为滨海市区线的一部分。计划中的东区线从滨海湾往东部的丹戎禺、经马林百列、实乞纳、勿洛南和东海岸上段，以樟宜为终点。路线大致在目前的东西线南面，与东西线几乎平行。
2014年8月15日，陆交局把汤申线和东区线合并，并改名为汤申 - 东海岸线（Thomson-East Coast Line）。汤东线第一阶段于2020年1月31日投入服务，全线定于2024年建成，总长43公里，共有31个车站。由于发生冠狀病毒疫情，第二阶段的启用日期延迟到2021年首三个月期间。
2019年1月7日，陆交局宣布将于滨海湾花园站及丹戎禺站间修建建国先贤纪念园站，定于2027年建成。
2019年5月25日，陆交局宣布将把路线从双溪勿洛站延长到樟宜机场，经过未来的5号航站楼，连接到现有的樟宜机场站。樟宜机场铁路支线也将成为延长线的一部分。延长线定于2040年或之前启用。

## 建造和规划中的地铁路线

陸路交通管理局的地鐵網絡總體規劃 (2013)。

| 汤申－东海岸线 | 2026年（第五期） 2027年（建国先贤纪念园)             | 勿洛南             | 双溪勿洛                        | 10     | 13          | 万礼车厂 东海岸车厂     | SMRT新加坡地铁公司 |
| 环线           | 2026年（第六期）                                     | 吉宝               | 爱德华太子路                    | 3      | 4           | 金泉车厂                | SMRT新加坡地铁公司 |
| 滨海市区线     | 2025年                                               | 锡林               | 双溪勿洛                        | 2      | 2.2         | 卡利巴株车厂 东海岸车厂 | 新捷运             |
| 裕廊区域线     | 2027年（第一期） 2028年（第二期） 2029年（第三期）   | 蔡厝港 登加 秉光山 | 文禮 大华士 班丹蓄水池 裕廊渡头 | 24     | 24          | 登加车厂                | 待公布             |
| 跨岛线         | 2030年（第一期） 2032年（第二期） 2032年（榜鹅延线） | 航空园 马城 巴西立 | 光明山 裕廊湖区 榜鹅            | 21     | 50 （约数） | 樟宜东车厂              | 待公布             |
| 规划中         |                                                      |                    |                                 |        |             |                         |                    |
| 滨海市区线     | 2030年代中期（第二期延线）                           | 武吉班让           | 双溪加株                        | 1      | 待公布      | 卡利巴株车厂 东海岸车厂 | 新捷运             |
| 南北线         | 2030年代中期                                         | 红砖 双溪加株      | 红砖 双溪加株                   | 2      | 0           | 碧山车厂 乌鲁班丹车厂   | SMRT新加坡地铁公司 |
| 汤申－东海岸线 | 2040（延线）                                         | 5号航站楼          | 丹那美拉                        | 待公布 | 待公布      | 万礼车厂 东海岸车厂     | SMRT新加坡地铁公司 |
| 未来路线       | 2040                                                 | 兀兰区             | 南部濒水地区                    | 待公布 | 30 （约数） | 待公布                  | 待公布             |

### 红砖站及双溪加株站
2019年5月25日，陆交局发布2040陆路交通发展总蓝图，宣布在武吉甘柏站与蔡厝港站之间兴建新的红砖站，油池站与克兰芝站之间建造新的双溪加株站，双溪加株站也将与滨海市区线成为转换站。两站规划于2030年代中期启用。

### 滨海市区延长线
2013年1月17日，交通部长吕德耀宣布将从第三阶段的线路终点博览站延长至东海岸地区，与东区线交汇，此延长段则定于2025年建成。
2019年5月25日，陆交局宣布将滨海市区线的第二期延长到双溪加株站，与南北线成为转换站。延长线定于2030年代中期启用。

### 跨岛地铁线
2013年1月17日，交通部长吕德耀宣布将修建新加坡的第8条地铁线，跨岛地铁线。跨岛地铁线从樟宜经罗央，白沙，后港，宏茂桥，武吉知马，金文泰，西海岸，直到裕廊工业区。2019年1月25日，交通部长许文远宣布第一阶段将长29公里。第一阶段包括航空园（Aviation Park）至光明山站，第一阶段共有12站，定于2030年建成。陆交局也显示，往榜鹅的支线将于2032年建成。第二阶段包括马城至裕廊湖区站，第二阶段共有6站，定于2032年建成。

### 裕廊区域线
2013年1月17日，交通部长吕德耀宣布将修建裕廊区域线。2018年5月10日，交通部长许文远宣布地铁线定于2026开通，全线定于2028年建成，全长24公里。

### 环线第六期（成环段）
2013年1月17日，交通部长吕德耀宣布将修建环线第六期，由支线滨海湾起，途径吉宝至港湾，把现有的缺口打通成环，乘客无需再绕路经欧南园和莱佛士坊转车来往另一端。全长4公里，定于2026年建成。

### 實里達綫及登加綫
自2019年以來，作為2040年陸地運輸總體規劃的一部分，正在進行可行性研究，以建立可能的第九條地鐵線，將新加坡北部和東北部地區與該島南部連線起來，後來被賦予了實里達綫的暫定名稱。新線路建議從兀蘭到三巴旺、盛港西、實里達、實龍崗、黃埔、加冷、濱海東，並在南海岸地區結束。
2025年3月，交通部長徐芳達宣佈了暫定命名的登加綫，該線路將提供一條從西部和西北部地區到市中心的替代路線，服務於登加、武吉巴督、女皇鎮和紅山等地區。研究目前也在進行中，目前已經確定將線路延伸到南海岸地區並與擬議的實里達綫合併連線的可行性。

## 列車
| 路線           | 路線           | 列車型號 | 圖片 | 製造商                   | 製造地         | 數量 | 數量 | 數量   | 載客量 | 電氣化方式        | 速度 (km/h)              | 投入營運       | 預計除役 |
| 路線           | 路線           | 列車型號 | 圖片 | 製造商                   | 製造地         | 編組 | 列數 | 車輛數 | 載客量 | 電氣化方式        | 速度 (km/h)              | 投入營運       | 預計除役 |
| -------------- | -------------- | -------- | ---- | ------------------------ | -------------- | ---- | ---- | ------ | ------ | ----------------- | ------------------------ | -------------- | -------- |
| 南北线         | 东西线         | C151     |      | 川崎重工                 | 日本神戶       | 6    | 66   | 396    | 1920   | 750 V DC 第三軌   | 90 （設計） 80 （營運）  | 1987年11月7日  | 2025     |
| 南北线         | 东西线         | C651     |      | 西门子                   | 奥地利維也納   | 6    | 19   | 114    | 1920   | 750 V DC 第三軌   | 90 （設計） 80 （營運）  | 1995年5月2日   | 2024     |
| 南北线         | 东西线         | C751B    |      | 川崎重工 日本車輛        | 日本神戶       | 6    | 21   | 126    | 1920   | 750 V DC 第三軌   | 90 （設計） 80 （營運）  | 2000年5月8日   | 2024     |
| 南北线         | 东西线         | C151A    |      | 川崎重工 南車四方        | 中国青島       | 6    | 35   | 210    | 1920   | 750 V DC 第三軌   | 90 （設計） 80 （營運）  | 2011年5月27日  | 无计划   |
| 南北线         | 东西线         | C151B    |      | 川崎重工 南車四方        | 中国青島       | 6    | 45   | 270    | 1920   | 750 V DC 第三軌   | 90 （設計） 80 （營運）  | 2017年4月16日  | 无计划   |
| 南北线         | 东西线         | C151C    |      | 川崎重工 南車四方        | 中国青島       | 6    | 12   | 72     | 1920   | 750 V DC 第三軌   | 90 （設計） 80 （營運）  | 2018年9月30日  | 无计划   |
| 南北线         | 东西线         | R151     |      | 龐巴迪 阿爾斯通 北车长客 | 中国长春       | 6    | 106  | 636    | 1920   | 750 V DC 第三軌   | 90 （設計） 80 （營運）  | 2023年6月4日   | 无计划   |
| 东北线         | 东北线         | C751A    |      | 阿爾斯通                 | 法國瓦朗謝訥   | 6    | 25   | 150    | 1920   | 1,500 V DC 架空線 | 100 （設計） 90 （營運） | 2003年6月20日  | 无计划   |
| 东北线         | 东北线         | C751C    |      | 阿爾斯通 上海電氣        | 中国上海       | 6    | 18   | 108    | 1920   | 1,500 V DC 架空線 | 100 （設計） 90 （營運） | 2015年10月1日  | 无计划   |
| 东北线         | 东北线         | C851E    |      | 阿爾斯通                 | 西班牙巴塞隆拿 | 6    | 8    | 48     | 1920   | 1,500 V DC 架空線 | 100 （設計） 90 （營運） | 2023年7月28日  | 无计划   |
| 环线           | 环线           | C830     |      | 阿爾斯通                 | 法國瓦朗謝訥   | 3    | 40   | 120    | 931    | 750 V DC 第三軌   | 90 （設計） 80 （營運）  | 2009年5月28日  | 无计划   |
| 环线           | 环线           | C830C    |      | 阿爾斯通 上海電氣        | 中国上海       | 3    | 24   | 72     | 931    | 750 V DC 第三軌   | 90 （設計） 80 （營運）  | 2015年6月26日  | 无计划   |
| 环线           | 环线           | C851E    |      | 阿爾斯通                 | 西班牙巴塞隆拿 | 3    | 23   | 69     | 931    | 750 V DC 第三軌   | 90 （設計） 80 （營運）  | 2026年         | 无计划   |
| 滨海市区线     | 滨海市区线     | C951     |      | 龐巴迪 北车长客          | 中国长春       | 3    | 73   | 219    | 931    | 750 V DC 第三軌   | 90 （設計） 80 （營運）  | 2013年12月22日 | 无计划   |
| 滨海市区线     | 滨海市区线     | C951A    |      | 龐巴迪 北车长客          | 中国长春       | 3    | 19   | 57     | 931    | 750 V DC 第三軌   | 90 （設計） 80 （營運）  | 2013年12月22日 | 无计划   |
| 汤申－东海岸线 | 汤申－东海岸线 | CT251    |      | 川崎重工 中车四方        | 中国青島       | 4    | 91   | 364    | 1280   | 750 V DC 第三軌   | 100 （設計） 90 （營運） | 2020年1月31日  | 无计划   |
| 裕廊区域线     | 裕廊区域线     | J151     |      | 現代Rotem                | 昌原           | 3    | 62   | 186    | 約750  | 750 V DC 第三軌   | 90 （設計） 80 （營運）  | 2027年         |          |
| 總計           | 總計           | 總計     | 總計 | 總計                     | 總計           | 總計 | 550  | 2464   |        |                   |                          |                |          |

## 车站设施与服务

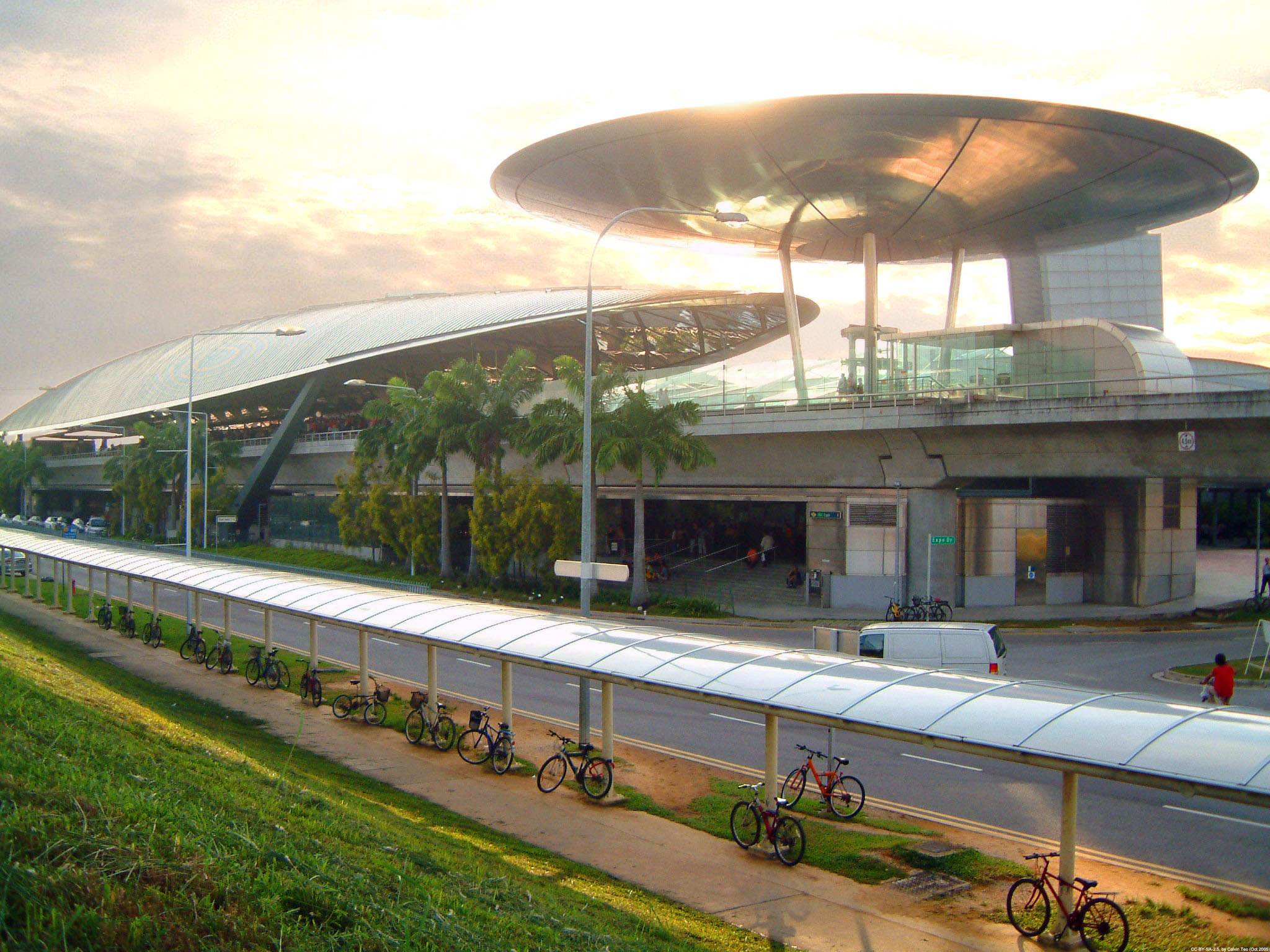
博览车站与拥有10万平方米的新加坡博览中心相邻，设计极具未来派艺术特色

除碧山地铁站建在地面上外，其它的新加坡地铁车站都建在地下站台內或高架站台上。多数地下车站都深入地下，相当坚固，可以用于防空。
在地铁站和地铁线上都有手机服务。地下站台和地铁车厢都安装了冷气（空调）。每个车站都有至少4台售票机（GTM）与一个乘客服务中心。车站也有电视屏幕显示列车服务信息。所有车站都有厕所和公用电话，不过有些厕所是设在地面层（不在站台上）。有些车站，特别是主要车站还拥有各类服务，如零售商店、超级市场、便利店（7-Eleven、Cheers）、自动提款机、自动服务亭等等。接送乘客的自动扶梯的速度为每秒0.75米，比一般的自动扶梯速度快50%。东西线和南北线的旧车站开始并没有修建为残疾人士使用地铁的设备，如电梯，斜坡，地板盲文点字，供残疾人出入检票口等等。当局曾经积极劝阻残疾人士使用地铁。但是地铁系统现在正逐步安装供残疾人士使用的设备以方便老年人和残疾人士。从2009年4月21日，所有地铁站都已做到无障碍，可以让老年人和残疾人士使用。
2012年3月7日交通部长吕德耀宣布将在六个地铁站附近的行人天桥旁修建电梯。同时20个地铁站附近增建脚踏车存放架。
新傳媒的今日报和新加坡報業控股的我報每個早上被免费分發到大多數地鐵站。今日報的下午版也被分發到位於中心商業區的政府大廈和丹戎巴葛等指定地鐵站。因读者人数下滑，我报于2016年10月结报。 我报编辑团加入The New Paper编辑部，之后The New Paper以免付费的形式在地铁站内分发。

## 车费和车票
有鉴于经营地铁的公司是以盈利为性质，车票的价格都调整到至少收支平衡的水平。经营公司以行程距离为基准计算车费，并售卖充值车票予乘客。以行程距离为基准的车费计算有异于其他、诸如伦敦的地铁系统。所有付费系统由陸交局轄下的 TransitLink 公司统一经营，乘客只需通过付费门、车费便会自动被计算及扣除，因此转换路线十分方便。此外，使用单程车票的乘客也可以于途中决定延长行程，在到达目的车站时支付差额。
车站划分为已付费、未付费二区，乘客需通过付费门才能进入已付费区。付费门的电子系统为连接区域网络型，可于乘客途中读取、更新电子车票内晶片的资料。乘客可利用自动售票机购买普通车票或为再使用车票加额。普通车票能在30天内被用六次。再使用车票可重复使用至卡上所标明的截止日期，且需维持一定数额的款项。
虽说经营地铁的公司是以盈利为性质，车费的定价还需呈交并通过公共理事会核准。车费的定价一般以巴士行程的定价为考量，以保持合理、且鼓励更多人捨棄巴士而以地铁代之。然而，过去数年的车费涨价已引起人们的关注。人们亦对东北线、环线、滨海市区线车费稍高颇有微言，而公共交通理事会则以全地下地铁较高的营运费用，如设有冷气的地铁月台，作为车费稍高的理由。然而，2016年10月27日，公共交通理事会宣布年底将调低全地下地铁路线的车资，简化现有的车资结构（收費與基本巴士路線、東西線、南北線及各輕軌路線看齊）。简化的车资结构在2016年12月30日启用。

## 车站建筑风格和艺术作品

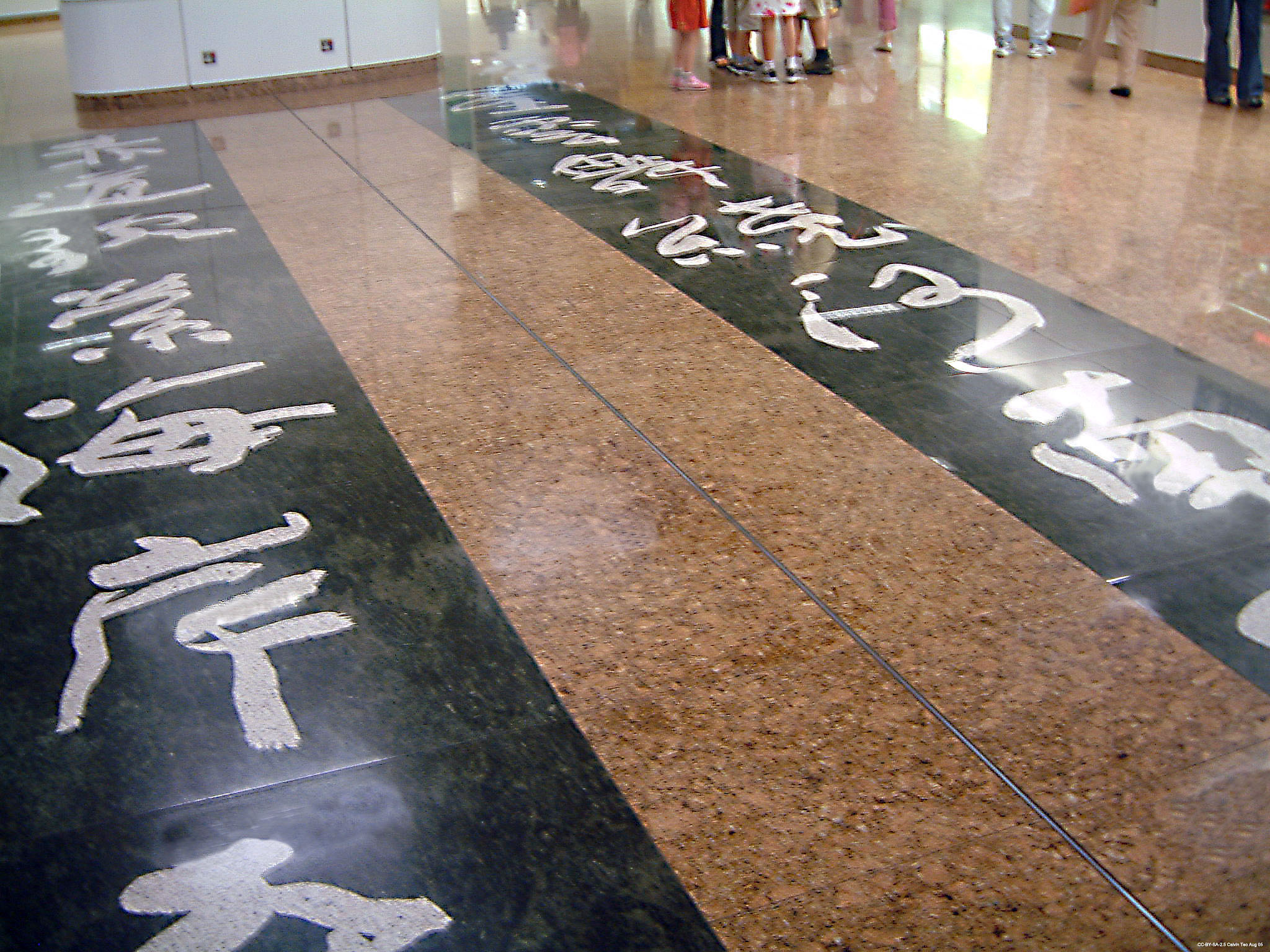
中文书法艺术嵌入地面与车站内部装潢紧密结合牛車水地铁站

早期的地铁车站建筑强调实用而非美观。 这点可以从最早开始建造和营运的车站上看出来。从1987年到1988年南北线和东西线上的杨厝港站到金文泰站都是如此。唯一的例外是乌节车站，地铁系统的设计者有意将其建成一个地铁车站的“样板”而建造了半球形的屋顶。地铁车站的建筑风格在后续的阶段里渐渐成为一个重要的问题，从而产生了圆筒状的车站（从加冷到巴西立的绝大多数车站），和有屋檐的车站（从裕廊东站往西的所有车站）。
在主要的地铁车站里，可以看到一些艺术作品，主要是表现新加坡近代历史的绘画和雕塑。兀兰站投入使用时，展示了一件4000公斤重的雕塑。东北线启用时，陆交局主持了一个称为“ART IN TRANSIT”的项目，19位本地艺术家创作了一批艺术作品，并与车站的内部建筑装潢相结合，目的是为乘客在搭乘地铁时可以有鉴赏公共艺术的机会。每个车站的艺术作品都与车站的特点相配合。不过只有东北线的车站在这个项目下受惠。当局也举行了一项艺术作品比赛，为正在建造中地铁环线的车站设计做准备。
东西线樟宜机场支线上的博览车站与拥有10万平方米的新加坡博览中心相邻。博览车站由福斯特建筑事务所設计，于2001年建成。车站的特点是整个站台都为一个巨大的椭圆型无柱钛合金屋顶所覆盖，而一个直径40米的不锈钢圆碟高悬于车站入口处与其相映成辉。整个设计极具未来派艺术特色。
新加坡地铁早在建成时即在所有地下车站安装高站台门，是全球首条装设高站台门的重型铁路系统。2012年，地上车站的亦完成安装。

## 规定
优先座位
通常，每节地铁车厢在车门附近都会有一定数量的座位被指定为“优先座位”，供老年人、孕妇、带婴儿的父母和其他行动不便的人士使用。不符合上述描述或表面上看起来不需要地铁座位的人如何使用这些座位，在新加坡一再成为公众辩论的主题。
2019 年，陆路交通管理局启动了“请给我一个座位？”倡议。根据该倡议，陆路交通管理局应要求为患有隐性健康问题或残疾或短期或暂时性疾病（例如休病假）的乘客提供挂绳或贴纸，上面写着“请给我一个座位？”。
进食或饮水。根据《快速运输系统法规》第 14 条，禁止在捷运车厢内或捷运车站内饮食。违者最高可被罚款 500 新元。 SMRT 表示，此项禁令也适用于吃小零食 如糖果和喝白开水。一些评论员认为，SMRT 严格执行这一禁令，尤其是在炎热天气或针对有正当需要的人（如因医疗原因需要饮食）时，是不相称且不必要的。
摄影
仅在工作日从星期一至星期五上午10点至下午4点期间，所有地铁站内拍照和录像必须获得允许，否则会被要求删除。

## 轻轨路线
轻轨路线（LRT）包括以下线路：
- 武吉班让轻轨（共14个车站）
- 榜鹅轻轨（共15个车站）
- 盛港轻轨（共14个车站）